# Combate de Llocllapampa
El combate de Llocllapampa o combate del Malpaso fue un enfrentamiento entre el regimiento Lautaro y las montoneras peruanas, junto al escuadrón Flanqueadores de Junín, sucedido el 10 de abril de 1882.

## Antecedentes
A inicios de 1882, Lynch comanda una expedición en persona hacia Canta, mientras que otra división al mando de Pedro Gana fue enviada hacia Chosica, buscando envolver a Cáceres, movimiento que falló debido a que el general peruano retrocedió hacia Tarma, evitando ser rodeado. Las tropas de Cáceres estaban conformadas por los batallones Zepita, Tarapacá, América, Huancayo, 90 artilleros y 40 jinetes de caballería.
Lynch y Gana vuelven a Lima, pero el presidente Domingo Santa María ordena continuar con la expedición, debido a lo cual, Lynch envía a Gana al mando de 2.300 efectivos hacia el Departamento de Junín, compuesta por tropas de las unidades "Tacna" 2º de Línea, Regimiento Lautaro, "Chacabuco" 6° de Línea, 1 escuadrón del Carabineros de Yungay y 1 brigada del Regimiento de Artillería Nº1.

## El combate
Enterados de la llegada de los chilenos, comuneros de Canchayllo, Matachico, Matagrande, Acaya, Jisse, Janjayllo, Parco, Ollusca, Llocllapampa, entre otros armaron una guerrilla; asimismo, el escuadrón Flanqueadores de Junín estaba listo para entrar en acción. Los pobladores esperaron parapetados y listos para echarles galgas que tenían preparadas en la cumbre de Lirio-huajlas.
A las 14.00 horas de la tarde, se realizó el combate en el lugar denominado "Mal Paso". El Lautaro cayó en la trampa montada por los guerrilleros, causándole numerosas bajas. Los sobrevivientes del ataque retrocedieron del lugar, sólo para recibir la arremetida del escuadrón Flanqueadores de Junín, sellando la victoria de los peruanos.